# Serianus sahariensis
Espèce
Serianus sahariensis est une espèce de pseudoscorpions de la famille des Garypinidae.

## Distribution
Cette espèce est endémique d'Algérie. Elle se rencontre vers Djanet.

## Étymologie
Son nom d'espèce, composé de sahar[a] et du suffixe latin -ensis, « qui vit dans, qui habite », lui a été donné en référence au lieu de sa découverte, le Sahara.

## Publication originale
- Mahnert, 1988 : Zwei neue Garypininae-Arten (Pseudoscorpiones: Olpiidae) aus Afrika mit Bemerkungen zu den Gattungen Serianus Chamberlin und Paraserianus Beier. Stuttgarter Beiträge zur Naturkunde, Serie A (Biologie), no 420, p. 1-11 (texte intégral).